# Buckode
Buckode is een plaats in het Ierse graafschap Leitrim.